# BMW E21
Mit dem Werkscode BMW E21 werden die Fahrzeuge der ersten 3er-Reihe von BMW bezeichnet, die im August 1975 als Nachfolger der 02-Modelle auf den Markt kam. Der nur als zweitürige Limousine lieferbare E21 war mit Vierzylinder- (M10) und ab Sommer 1977 auch mit Sechszylinder-Reihenmotor (M20) erhältlich und wurde bis Dezember 1983 gebaut.
Im Dezember 1982 erschien das Nachfolgemodell E30, das auch mit vier Türen, ab 1985 als Vollcabrio und ab 1987 als Kombi (Touring) sowie mit Dieselmotor angeboten wurde.
Insgesamt entstanden 1.364.039 Fahrzeuge aller Motorisierungen, davon wurden 4595 zu Baur-Topcabriolets umgebaut, die zwischen 1977 und 1982 mit allen Motorisierungen über die BMW-Händlerorganisation angeboten wurden.

## Modellgeschichte

### Allgemeines

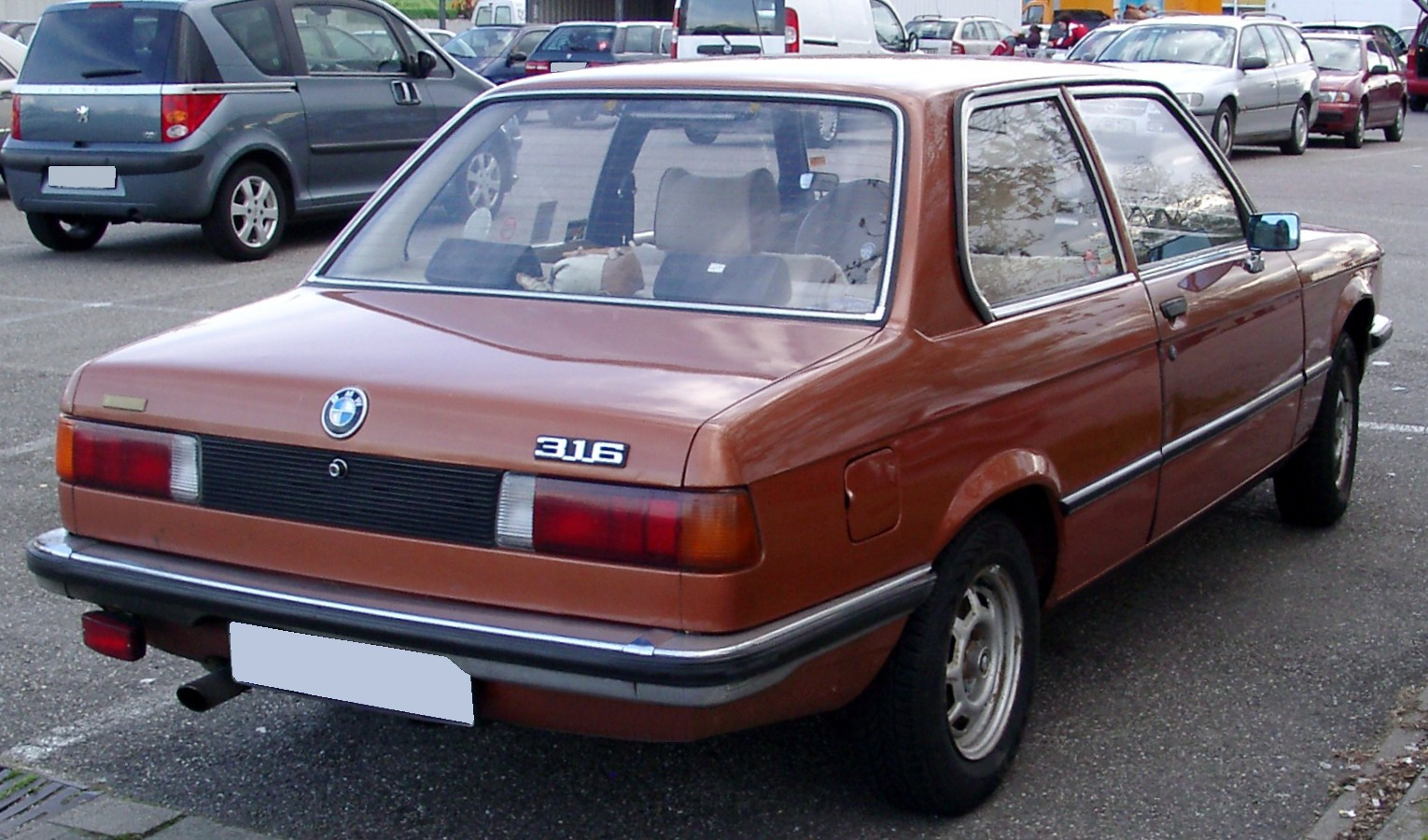
Heckansicht

Das Design des E21 stammt von Paul Bracq, der bereits den ersten 5er BMW E12 gezeichnet hatte. Die ersten Modelle des E21 wurden noch ohne die schwarze Kunststoffblende zwischen den Heckleuchten ausgeliefert. Kundenproteste wegen des kargen Hecks (beim Vorgänger war noch das Kennzeichen zwischen den Leuchten montiert) veranlassten BMW, vier Monate nach dem Produktionsanlauf im August 1975 eine geriffelte Heckblende in die Serie einzuführen.
Die Fahrzeuge mit den „kleinen“ Vierzylindermotoren (315, 316, 318 und 318i) unterscheiden sich auch äußerlich von den Varianten 320, 320i und 323i. Sie haben einzelne Rundscheinwerfer von 7" (ca. 178 mm) Durchmesser, die je nach Modellversion und Baujahr teils mit R2-Zweifadenlampen oder H4-Halogenlampen ausgerüstet sind. Die Modelle ab BMW 320 (sprich drei-zwanzig) sind mit doppelten 5 3/4" (ca. 146 mm) großen Rundscheinwerfern ausgestattet; die Sechszylindermodelle erkennt man am Typenschild im Kühlergrill. Der BMW 323i mit der K-Jetronic-Saugrohreinspritzung hat als einzige Variante je ein Auspuffendrohr links und rechts. Das „i“ hinter der Zahlenkombination steht für „Injection“, also Saugrohreinspritzung – Modelle ohne „i“ haben Vergaser. Die Modelle 316 bis 323i wurden auf Wunsch mit einem Dreigang-Automatikgetriebe von ZF ausgestattet.
Im September 1978 fiel die schwarze Grundfläche unter dem Chrom-Typenschild weg. Die noch aus dem BMW 02 übernommenen Vordersitze wurden durch Neukonstruktionen ersetzt, bei denen unter anderem die Gurtschlösser am Sitzrahmen befestigt sind. Die Kröpfung des Auspuffendrohrs beim 316 bis 320 zur Fahrzeugmitte hin entfiel, das Endrohr hatte nun dieselbe Position wie der linke Auspuff beim 323i – weiter entfernt vom Kennzeichen.
Maserati orientierte sich beim 1981 erschienenen Modell Biturbo am Konzept des 3er-BMWs.
Der E21 wurde vom Design Museum in London in die Publikation Fifty cars that changed the world aufgenommen.

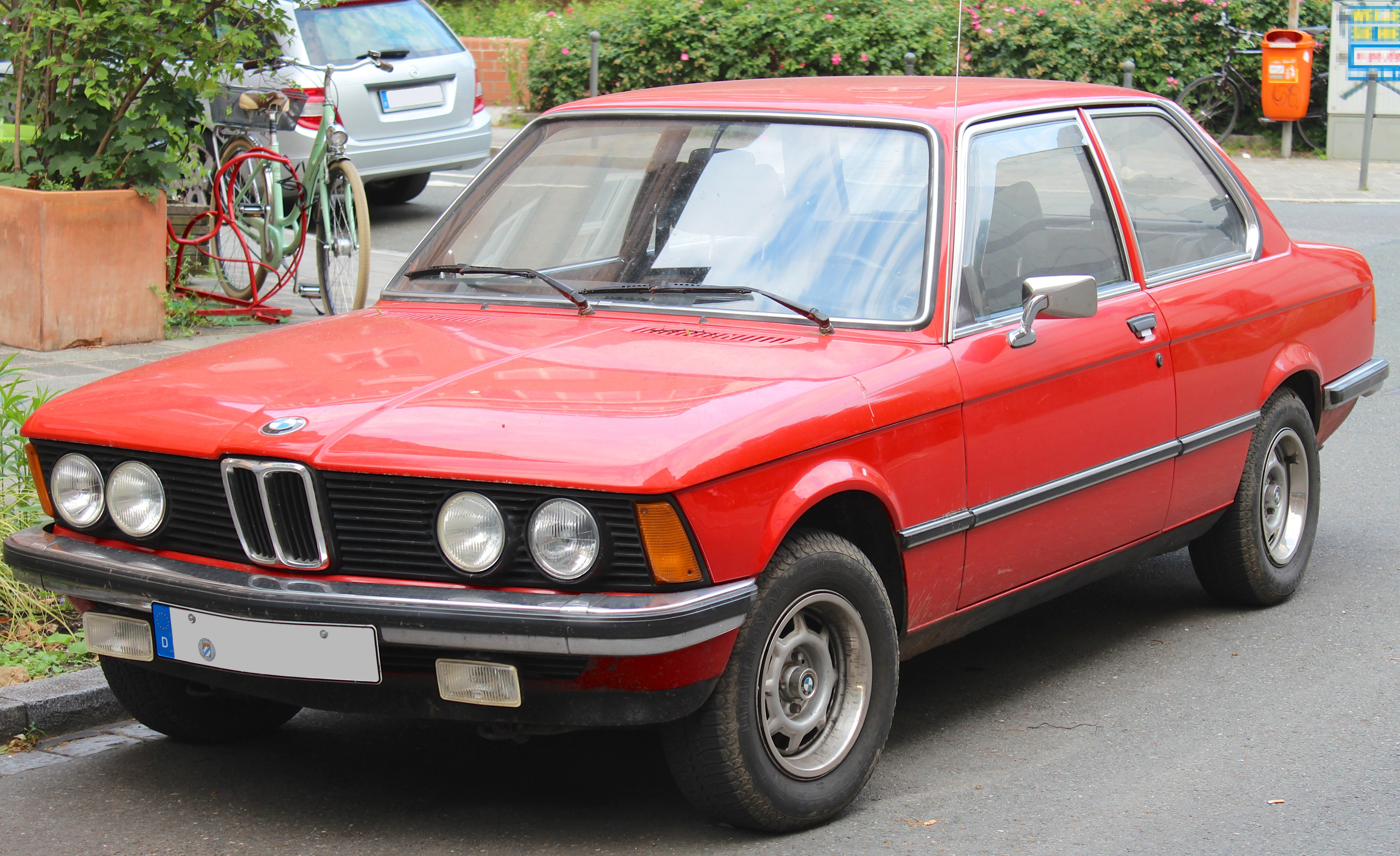
Die Modelle ab 320 unterschieden sich optisch von den kleineren Modellen durch die Doppelscheinwerfer.
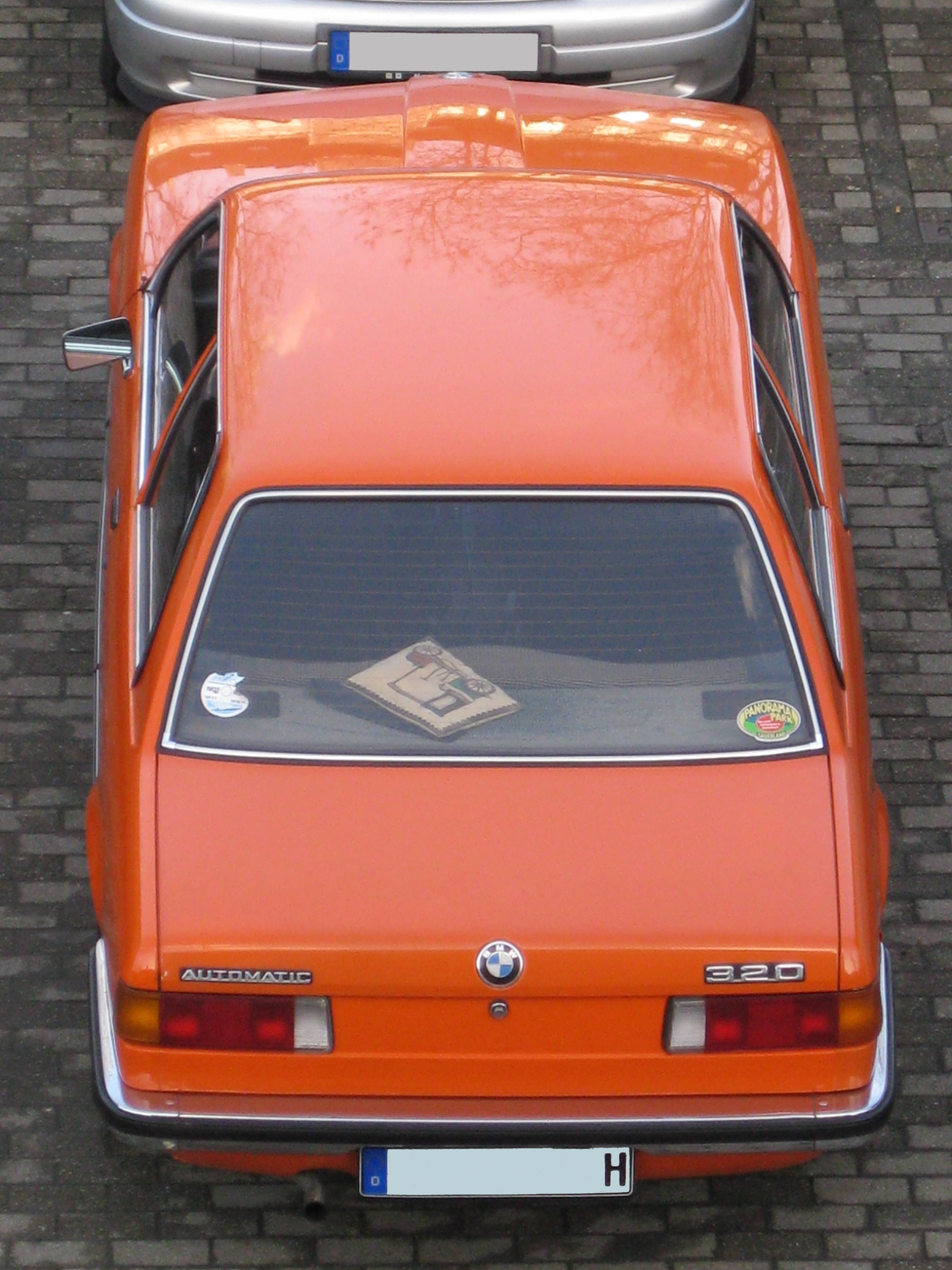
Erste Serie ohne Kunststoffblende
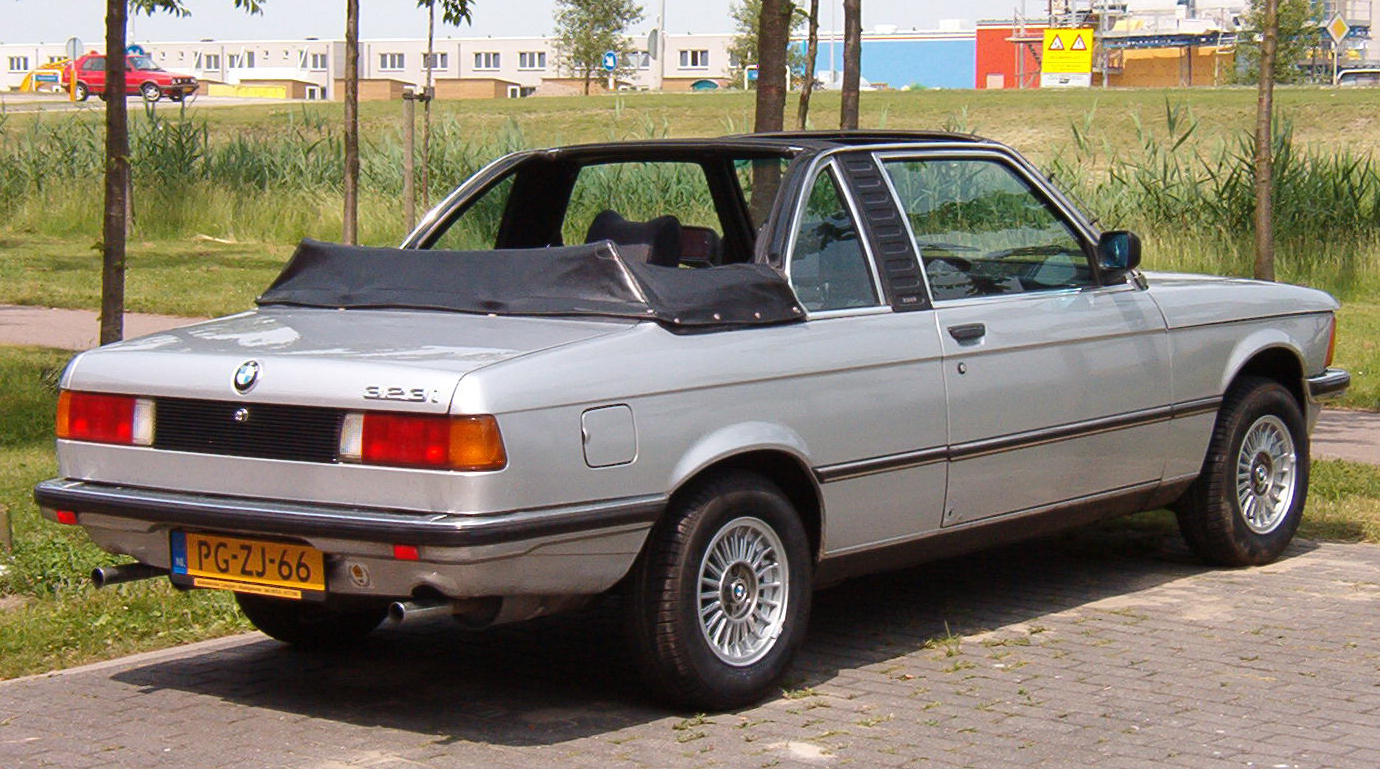
BMW 323i Baur Cabrio (1978–1979)
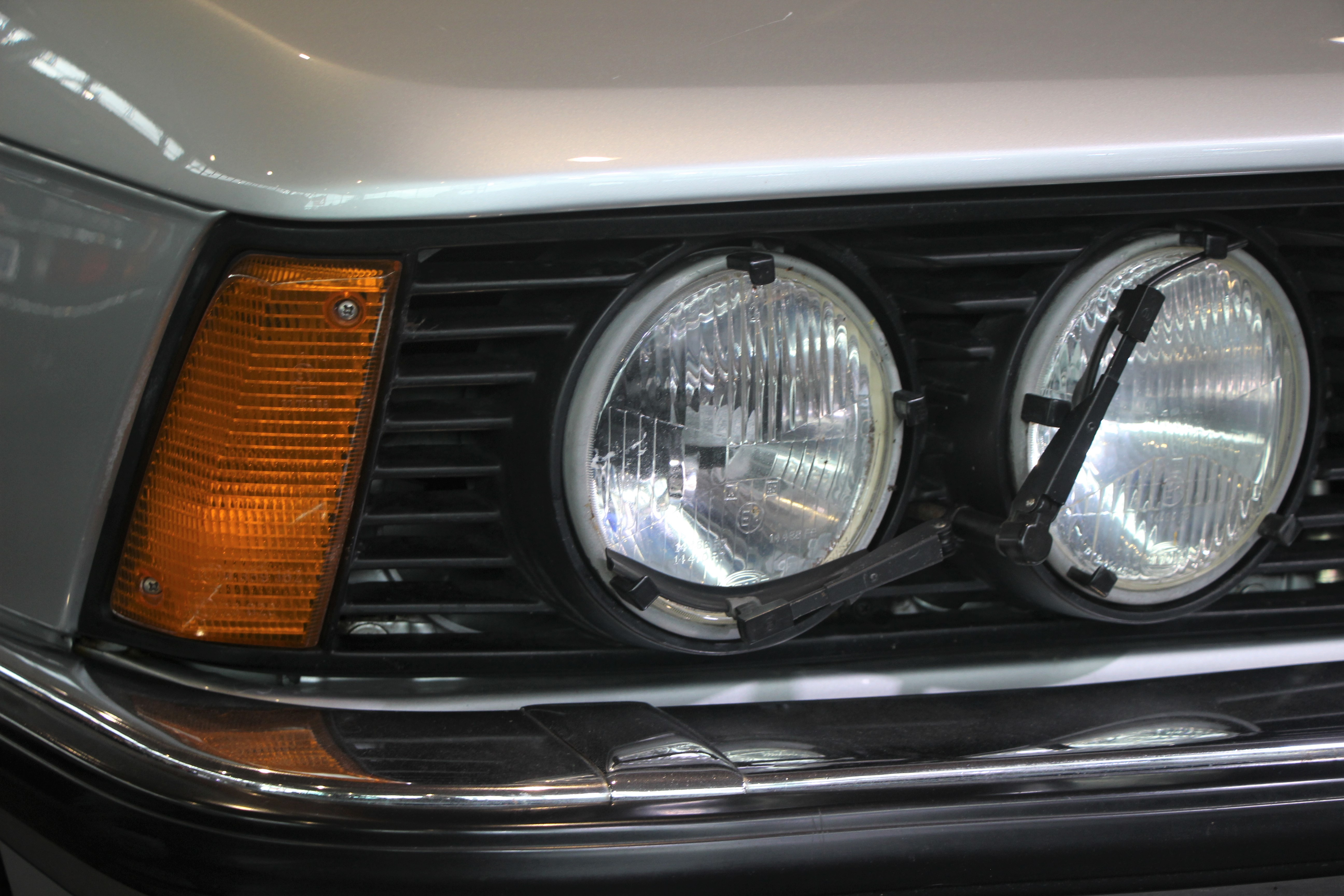
BMW E21 Doppelscheinwerfer mit Scheinwerferreinigungsanlage
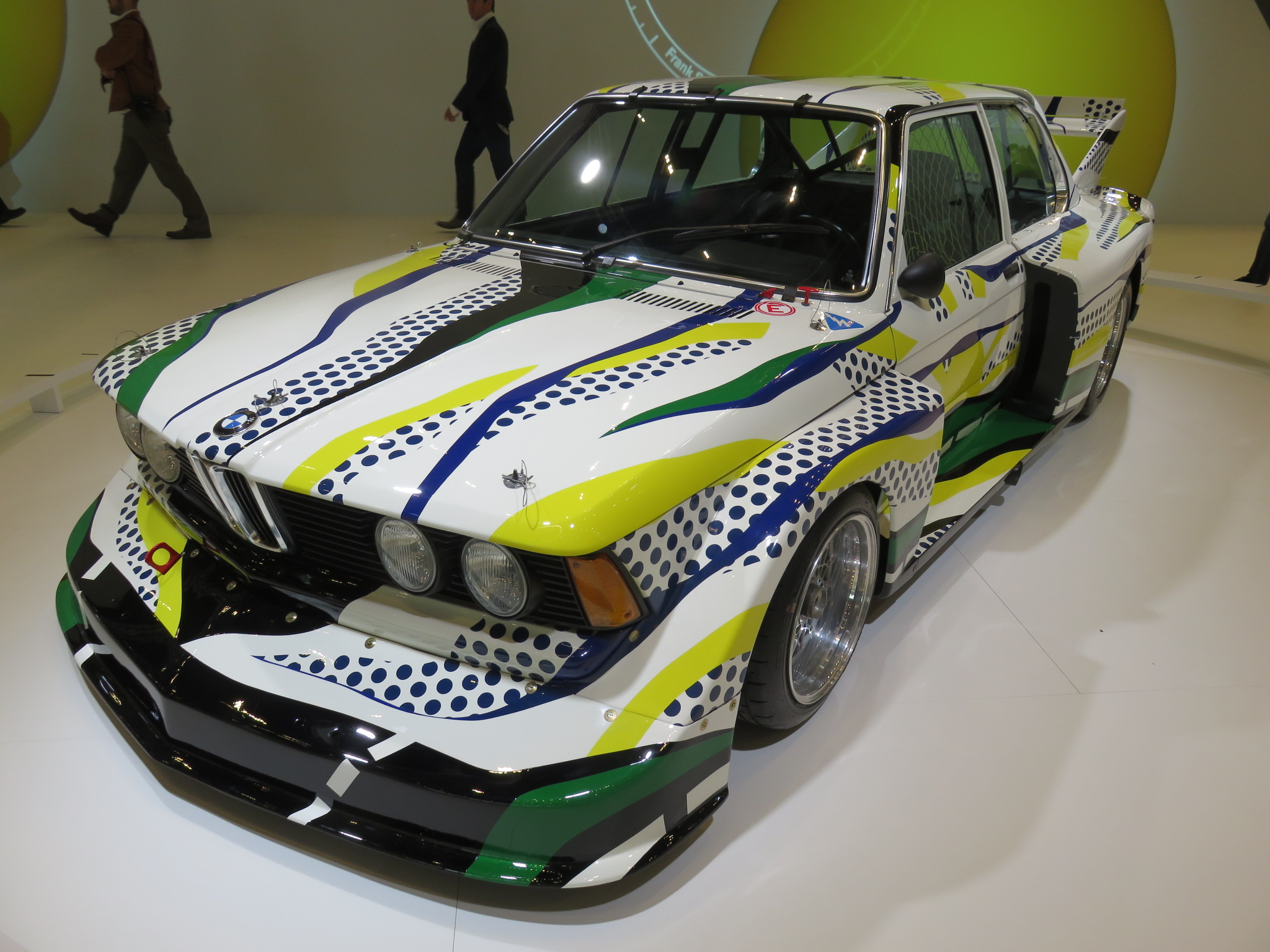
BMW 320i Turbo Art Car Roy Lichtenstein

### Modellpflege
Im Rahmen einer Modellpflege im August 1979 (Modelljahr 1980) erhielten alle BMW 3er neu aufgeteilte Rückleuchten mit – je nach Ausstattungsumfang – integrierten Nebelschlussleuchten. Anstelle der verchromten Außenspiegel gab es jetzt Außenspiegel aus schwarzem Kunststoff (außer 315 elektrisch verstellbar), die nun nicht mehr auf dem Türblech, sondern im sogenannten Spiegeldreieck montiert wurden.
Die Frontschürze wurde modifiziert und mit einem größeren Spoiler ausgestattet, der Kühler wurde in die Frontmaske nach vorne verlagert, so dass bei den 6-Zylinder-Modellen ein keilriemengetriebener Lüfter (vorher elektrisch angetrieben) Platz fand. Außerdem wurde die Abgasanlage überarbeitet und speziell der 323i leiser.
Im Innenraum hatten die Modelle eine neu gestaltete Mittelkonsole mit in der Mitte angeordnetem, rundem Warnblinkschalter und eine geänderte Heizungsbedienung. Der Schalthebelknopf erhielt ein Schaltschema aus Plexiglas.
Bis einschließlich Modelljahr 1980 gab es beim E21 nur eine Innenausstattungsvariante. Ab Modelljahr 1981 unterscheiden sich die verschiedenen Motorisierungen durch mehrere Details der Innenausstattung: Ab Modelljahr 1981 erhielten die Sechszylinder-Modelle höherwertige Polsterstoffe und aufwendigere Türverkleidungen mit Stoffeinsätzen, der Ausstattungsumfang des 315 wurde hingegen reduziert. Alle Modelle ab dem 320 haben an Stelle der Zeituhr einen serienmäßigen Drehzahlmesser.
Bei der im April 1980 neu eingeführten Basisvariante 315, die bis Mitte 1984 parallel zum Nachfolgemodell E30 angeboten wurde, wurden verschiedene Einsparungsmaßnahmen getroffen. So hat der 315 serienmäßig unter anderem nur einen mechanisch verstellbaren Außenspiegel, eine mit Kunstleder bespannte Hutablage (alle anderen Modelle hatten hier Teppich), keine seitlichen Kartentaschen an den Türverkleidungen, Stoßstangen mit sichtbaren Verbindungsschrauben und anstatt H1/H4-Halogenscheinwerfern solche mit R2-Zweifaden-Glühlampen.
Das auffälligste äußere Erkennungsmerkmal des 315 waren die mattschwarz lackierten Rahmen der Seitenscheiben, die Blenden aus poliertem Aluminium entfielen (Ausnahme: Sonderausstattung Ausstellfenster hinten, in diesem Fall waren die seitlichen Scheibenrahmen wie bei 316 bis 323i ausgeführt). Einziger seitlicher Chromzierrat waren die Fensterschachtleisten, die Regenrinnen und die Chromeinlage in den Rammschutzleisten. Der 315 kostete 1981 ab Werk 15.850 DM (nach heutiger Kaufkraft 19.600 Euro).
Für einige Exportmärkte wurde der 315 vorübergehend auch mit dem 318i-Motor ausgerüstet und unter der Bezeichnung „318i Bavaria“ ausgeliefert.

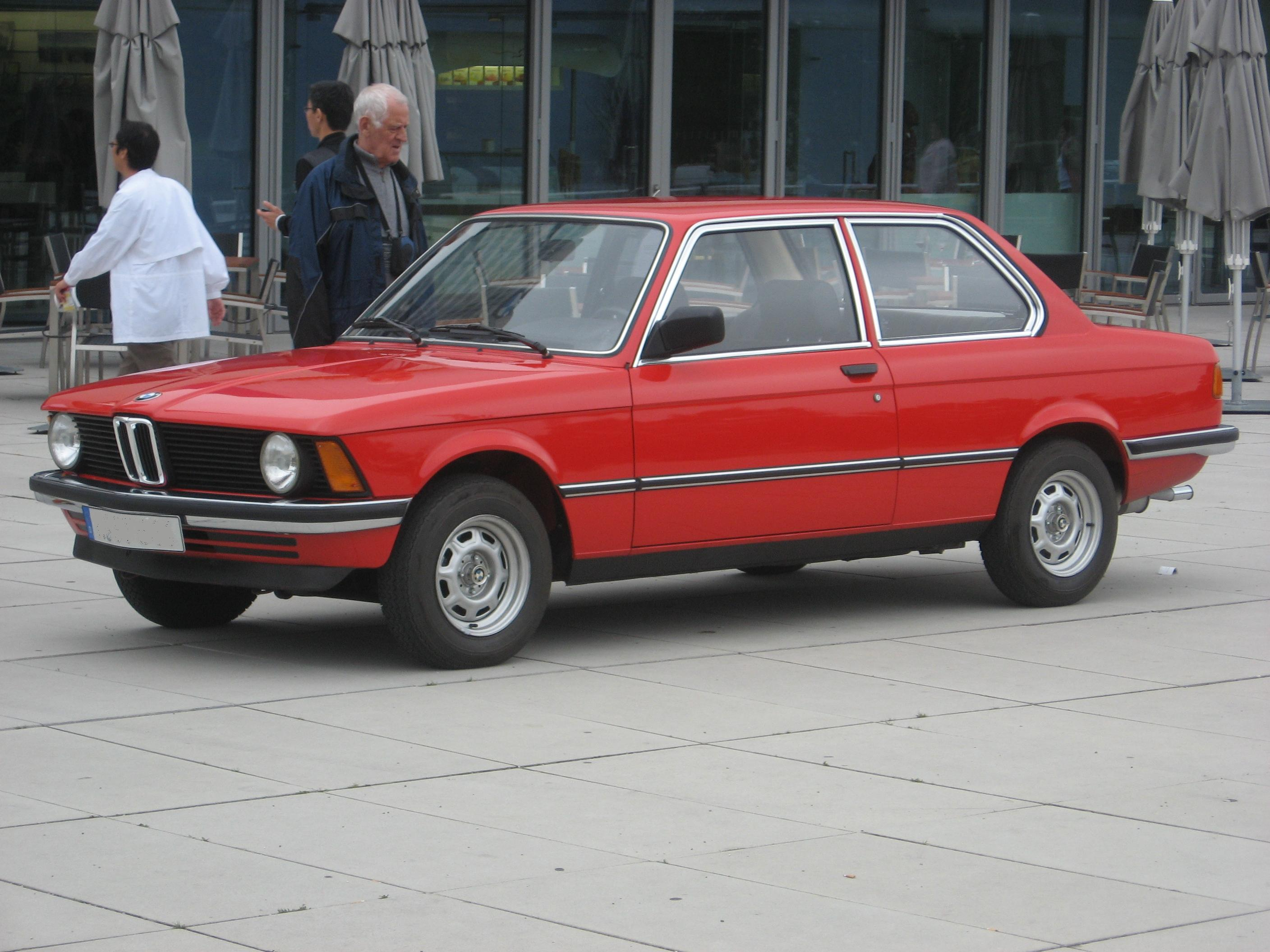
BMW 316 (1979–1983)
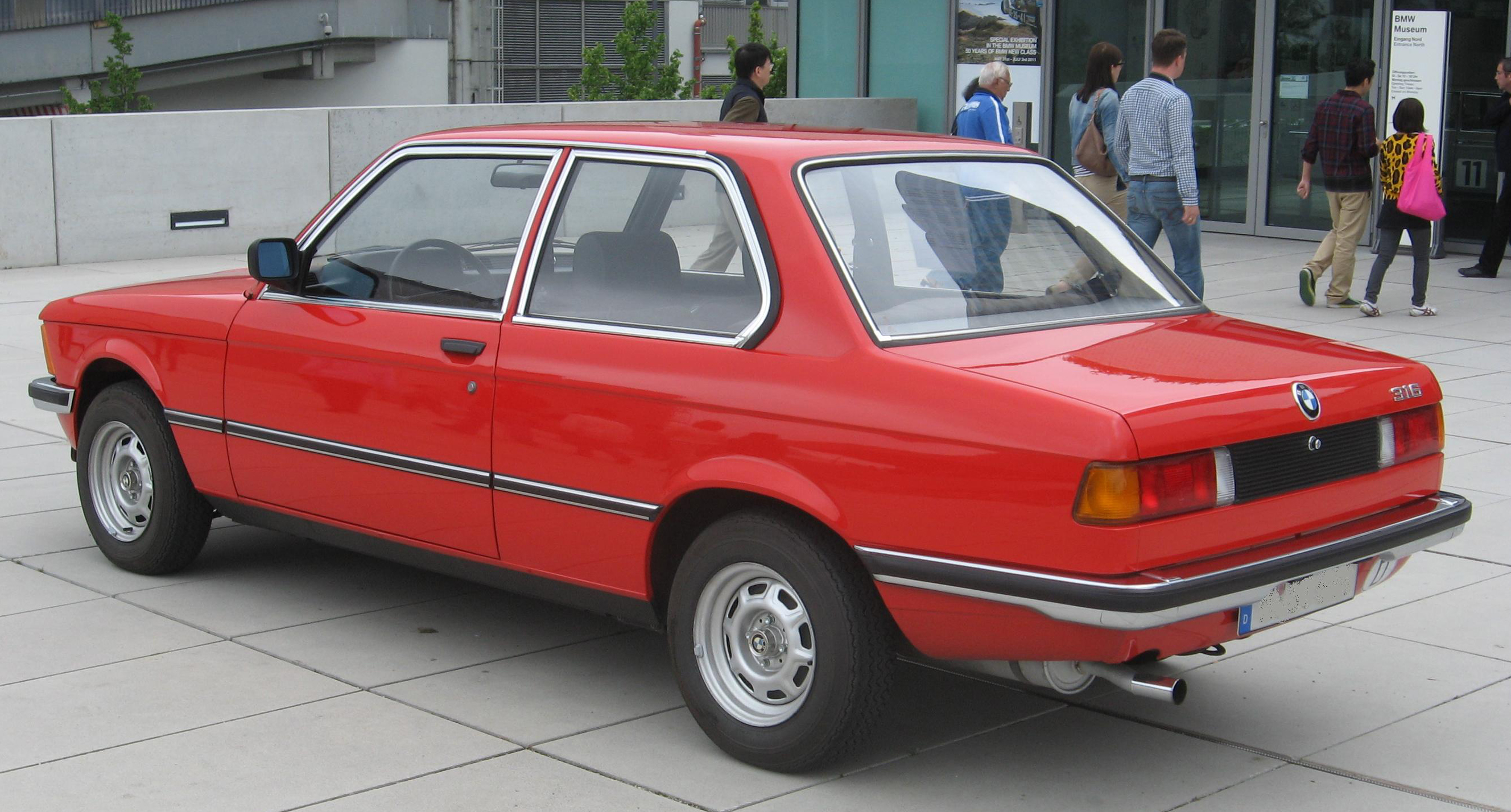
Heckansicht
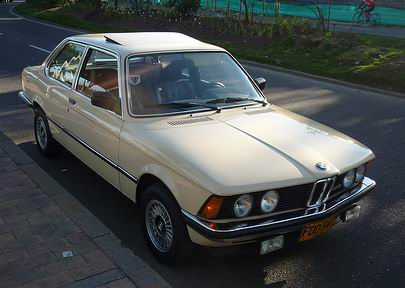
BMW 320 (1979–1983)
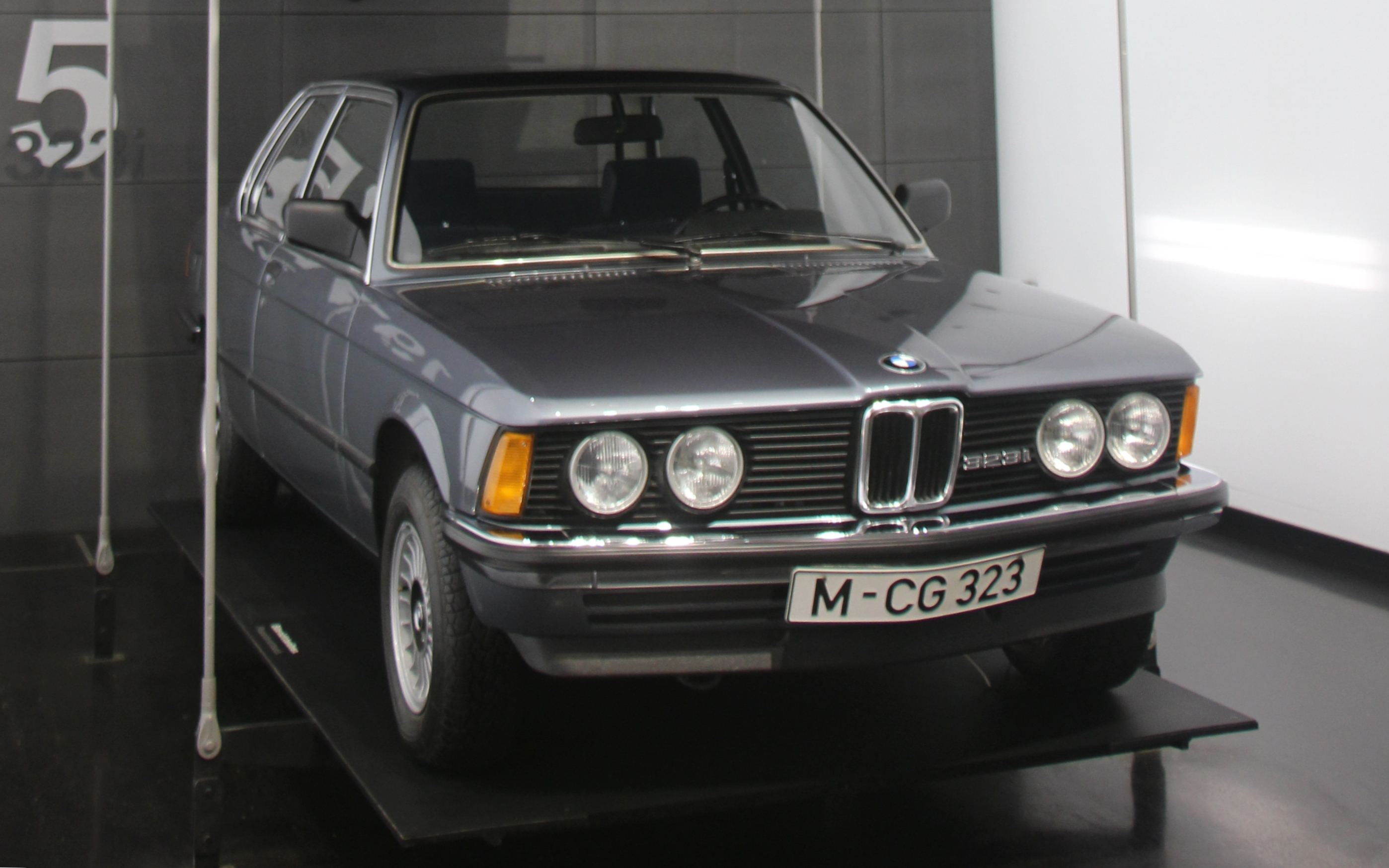
BMW 323i
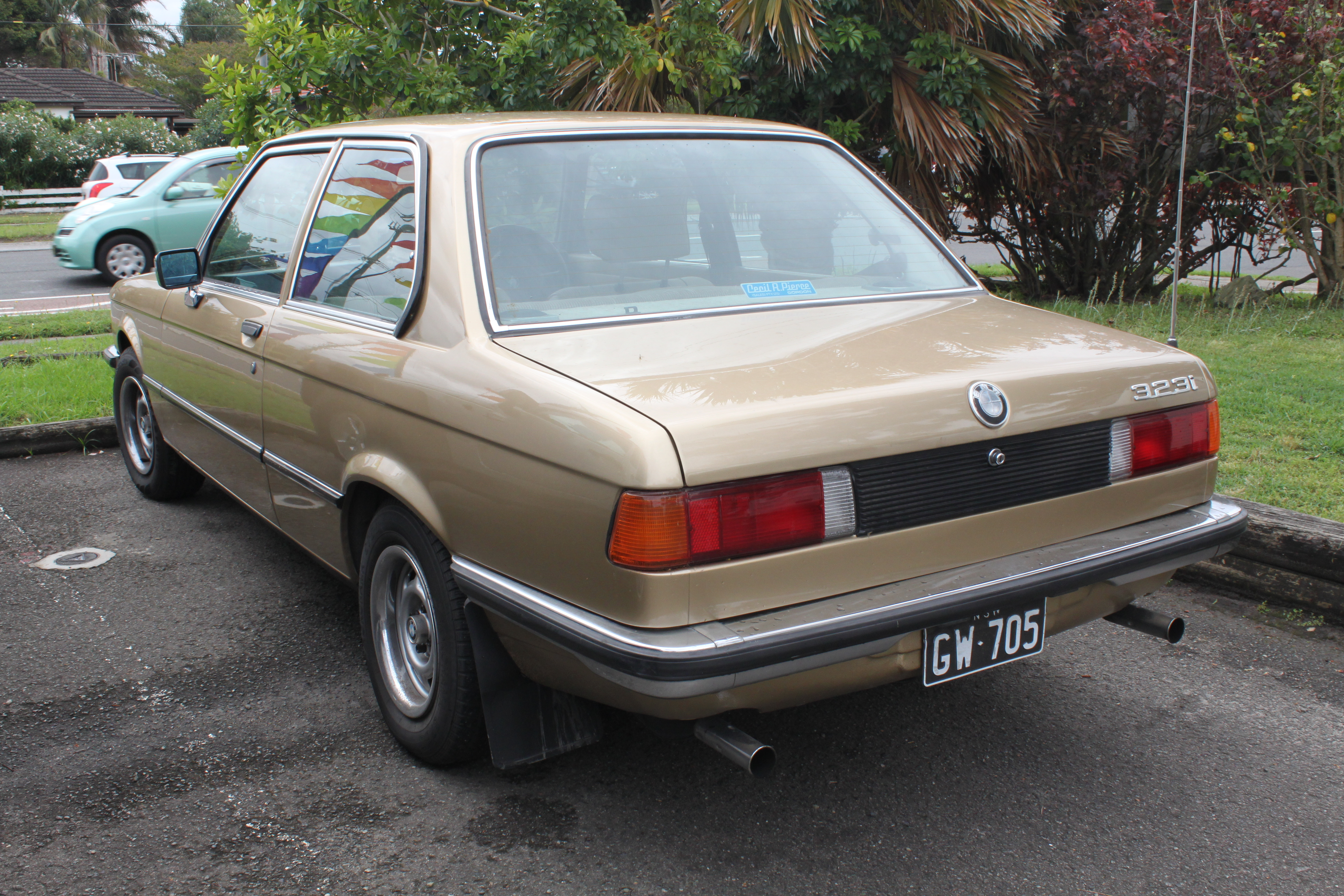
BMW 323i Heckansicht
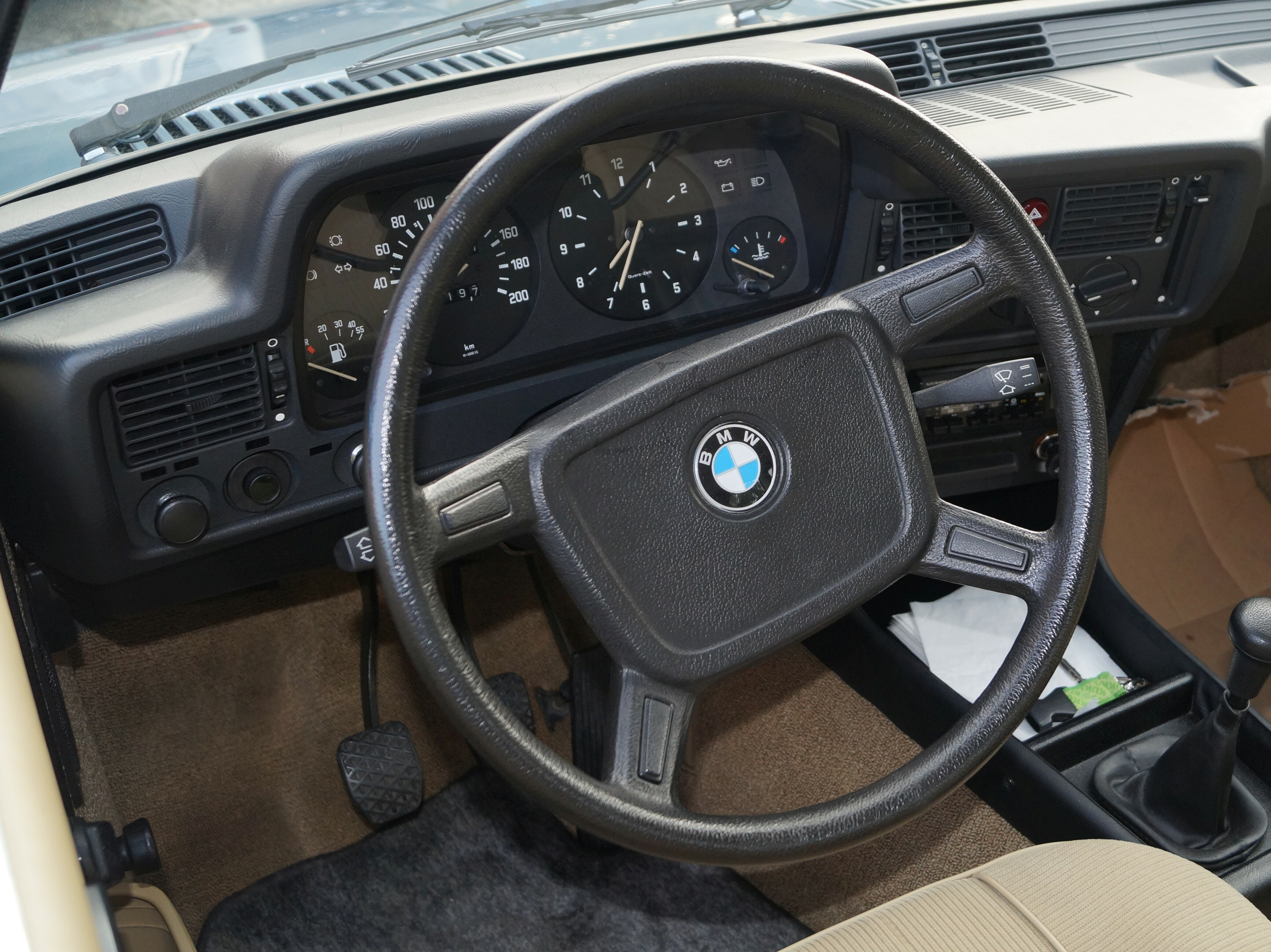
316 nach Modellpflege, Armaturenträger
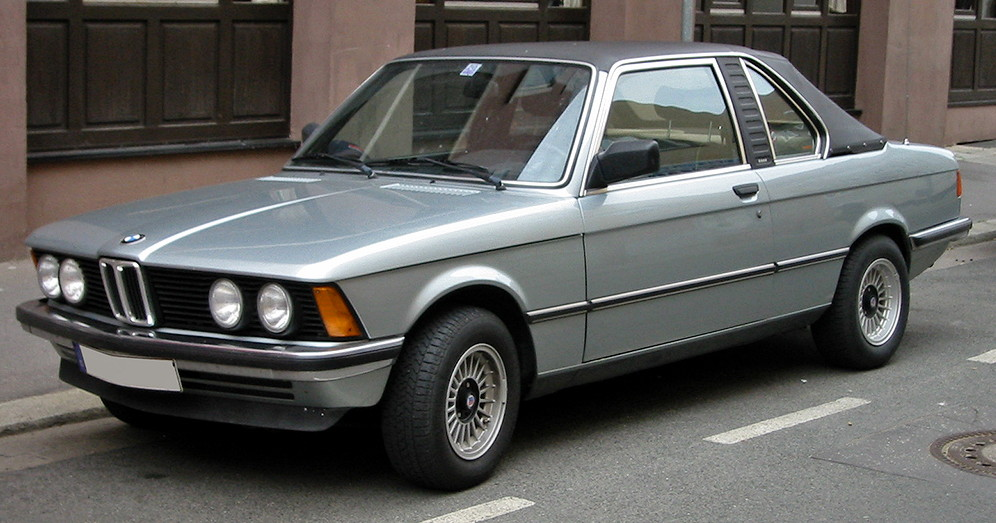
BMW E21 Baur TC1 (1979–1982)
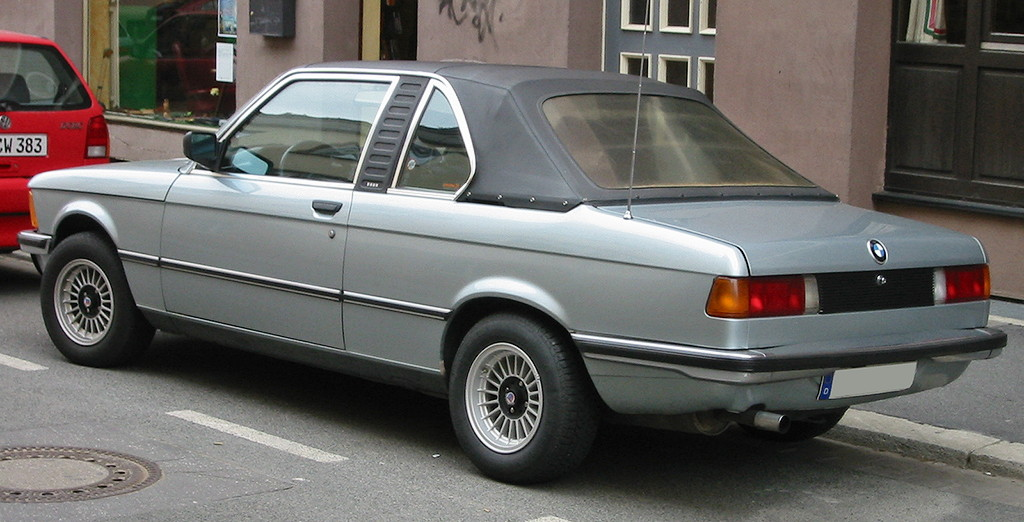
Heckansicht geschlossen
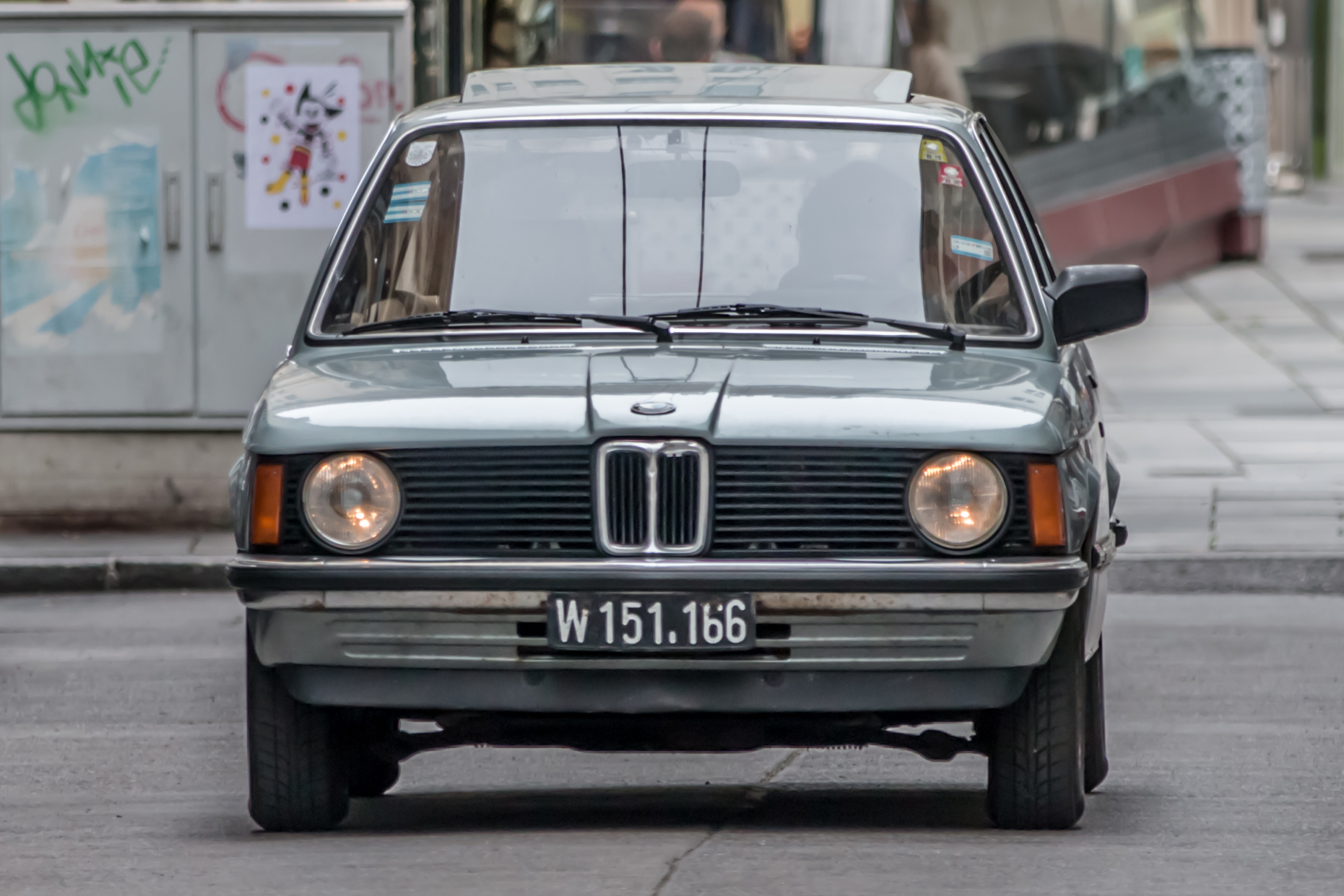
BMW 315 – deutlich sichtbar die R2-Zweifadenglühlampen
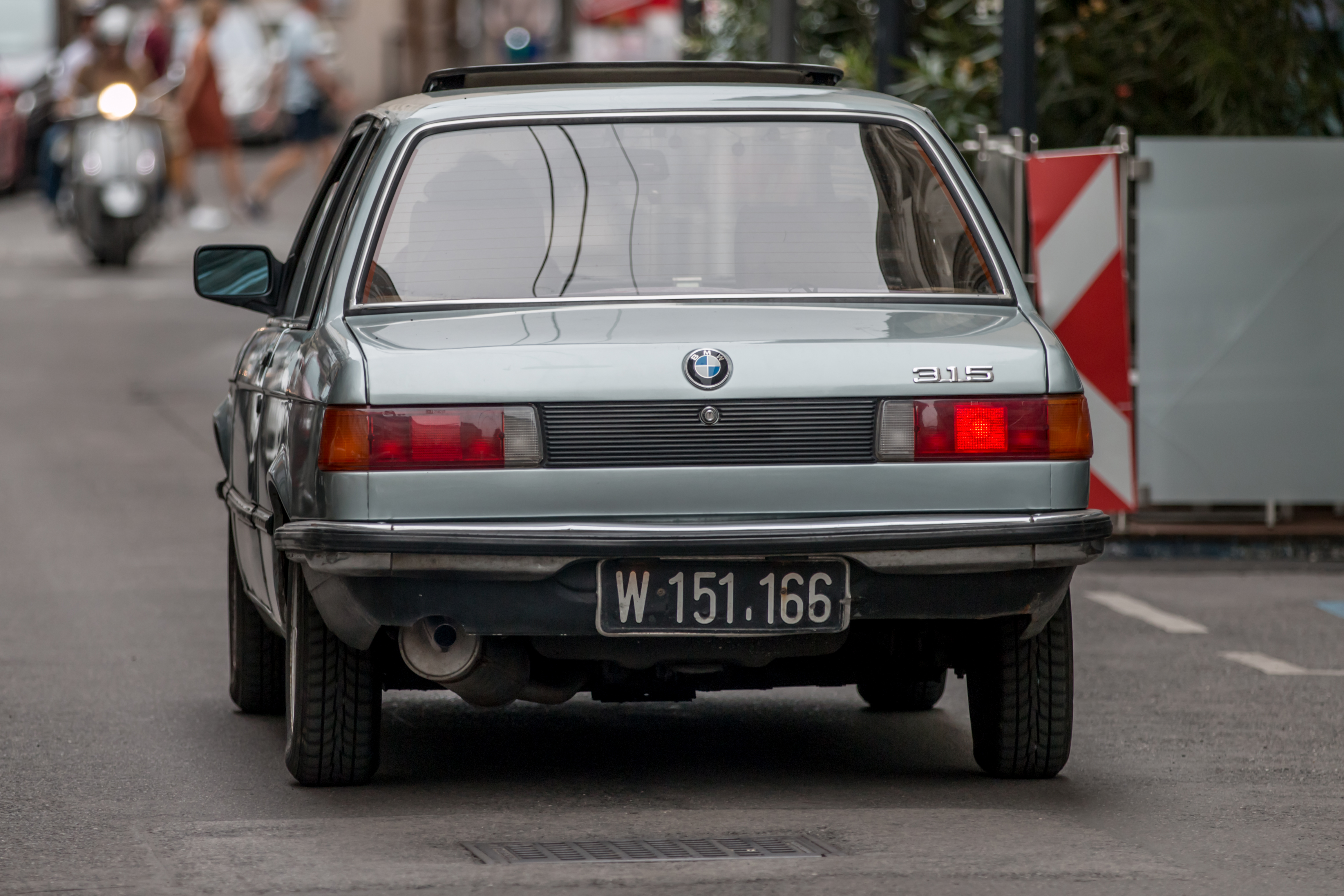
BMW 315 Heckansicht

## Technische Daten
| Modell          | Motor   | Hubraum | Bauart | max. Leistung | Gemischaufbereitung                   | Beschleunigung 0–100 km/h | Höchst- geschwindigkeit | Verbrauch l/100 km                      | Bauzeit         |
| --------------- | ------- | ------- | ------ | ------------- | ------------------------------------- | ------------------------- | ----------------------- | --------------------------------------- | --------------- |
| BMW 315         | BMW M10 | 1,6 l   | R4     | 55 kW/75 PS   | Vergaser Pierburg 1B2                 | 14,8 s                    | 154 km/h                | 8,8 Super plus (98 Oktan)               | 03.1981–12.1983 |
| BMW 316         | BMW M10 | 1,6 l   | R4     | 66 kW/90 PS   | Registervergaser Solex 32/32 DIDTA    | 13,8 s                    | 160 km/h                | 9,5 Normal (91 Oktan, E10 freigegeben)  | 08.1975–08.1980 |
| BMW 316         | BMW M10 | 1,8 l   | R4     | 66 kW/90 PS   | Registervergaser Pierburg 2B4         | 12,5 s                    | 163 km/h                | 9,0 Super plus (98 Oktan)               | 09.1980–08.1982 |
| BMW 318         | BMW M10 | 1,8 l   | R4     | 72 kW/98 PS   | Registervergaser Solex 32/32 DIDTA    | 11,9 s                    | 165 km/h                | 9,6 Normal (91 Oktan, E10 freigegeben)  | 08.1975–08.1980 |
| BMW 318i        | BMW M10 | 1,8 l   | R4     | 77 kW/105 PS  | Saugrohreinspritzung Bosch K-Jetronic | 11,5 s                    | 179 km/h                | 8,9 Super plus (98 Oktan)               | 11.1979–08.1982 |
| BMW 320 (320/4) | BMW M10 | 2,0 l   | R4     | 80 kW/109 PS  | Registervergaser Solex 32/32 DIDTA    | 11,2 s                    | 170 km/h                | 10,0 Normal (91 Oktan, E10 freigegeben) | 08.1975–08.1977 |
| BMW 320i        | BMW M10 | 2,0 l   | R4     | 92 kW/125 PS  | Saugrohreinspritzung Bosch K-Jetronic | 9,9 s                     | 183 km/h                | 9,4 Super plus (98 Oktan)               | 08.1975–08.1982 |
| BMW 320 (320/6) | BMW M20 | 2,0 l   | R6     | 90 kW/122 PS  | Doppel-Registervergaser Solex 4A1     | 10,7 s                    | 181 km/h                | 9,9 Super plus (98 Oktan)               | 09.1977–08.1982 |
| BMW 323i        | BMW M20 | 2,3 l   | R6     | 105 kW/143 PS | Saugrohreinspritzung Bosch K-Jetronic | 9,5 s                     | 190 km/h                | 9,6 Super plus (98 Oktan)               | 01.1978–08.1982 |

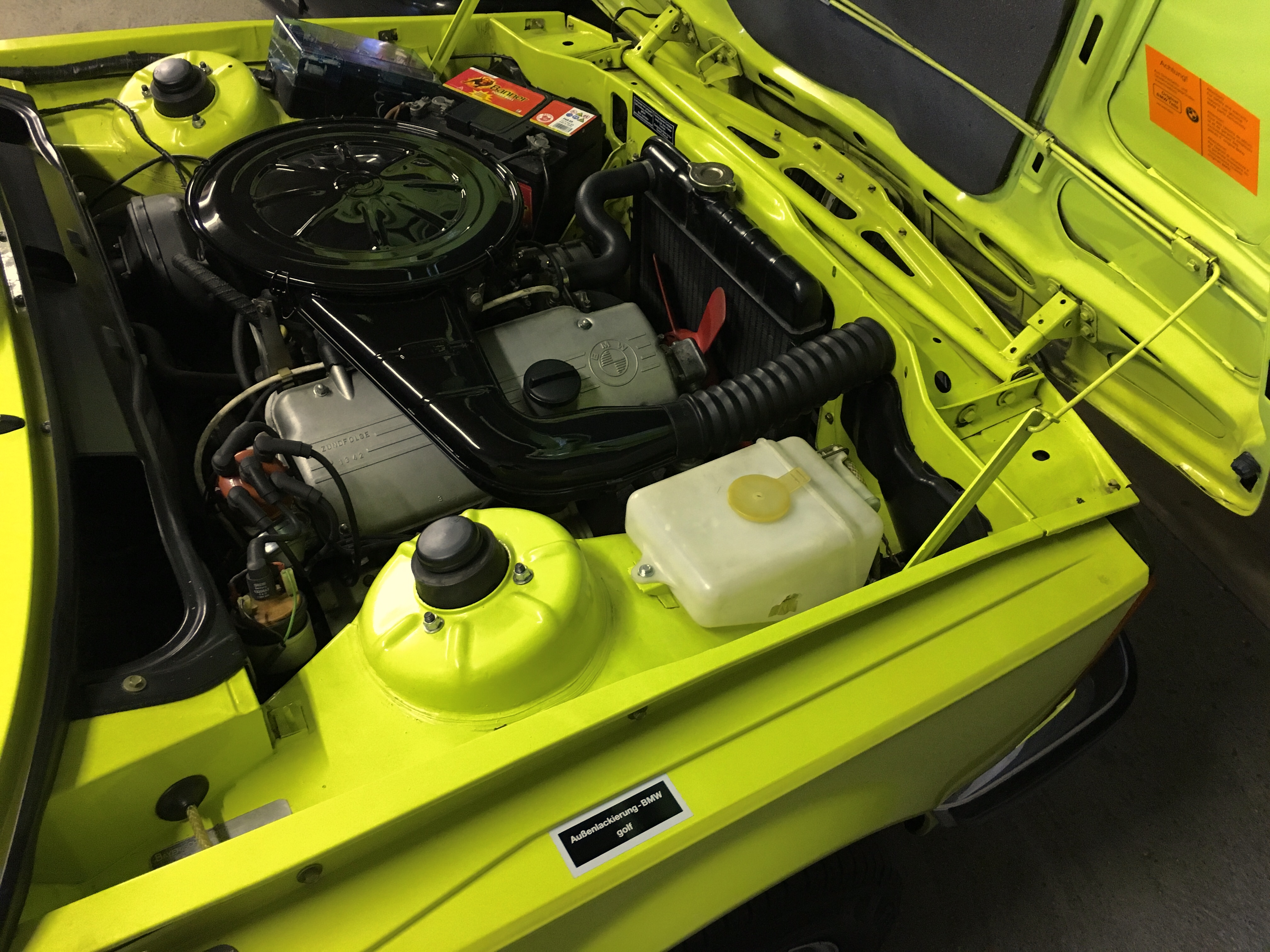
BMW M10

Verbrauchsangaben gelten für die Deutschland-Version und wurden im DIN-Drittelmix (320/4 und 320i: DIN 70030) mit serienmäßigem Getriebe ermittelt.

## Weitere Modellvarianten
Für den US-amerikanischen Markt gab es eine eigene Version des 320i, die zum September 1979 wechselte. Sie war so nur in den USA erhältlich.
- 320i: 2,0 l mit 81 kW/110 PS; M10-Vierzylinder mit Saugrohreinspritzung K-Jetronic (US-Version bis 1979)
- 320i/320is: 1,8 l mit 74 kW/101 PS; M10-Vierzylinder mit Saugrohreinspritzung K-Jetronic und geregeltem Katalysator (US-Version ab 09.1979)

Darüber hinaus war der E21 Basis für Tuningunternehmen wie Alpina oder AC Schnitzer. Alpina verwendete erst noch die aus dem BMW 02 bekannten Tuning-Kits für den M10-Motor (A0–A4), bevor Alpina mit dem B6 das erste Fahrzeug als Hersteller auf den Markt brachte (E21 mit BMW-M30-Motor, 2,8 Liter, 160 kW (218 PS) (erste Serie 147 kW/200 PS)). Darüber hinaus gab es noch den Alpina C1, der auf dem kleinen Sechszylinder basiert (M20-Motor, 2,3 Liter, 125 kW/170 PS).
Gegen Ende der Bauzeit des E21 gab es noch zwei Sondermodelle – die Varianten Edition E und Edition S. Die Edition E war für die Motorisierungen 318i, 320 und 323i erhältlich, die Edition S für den 323i. Die auf Komfort ausgelegte Edition E erhielt edlere Veloursstoffe aus der 7er-Baureihe und Kopfstützen im Fond, des Weiteren Leichtmetallräder, in Wagenfarbe lackierte Außenspiegel und ein Sportlenkrad. Verfügbare Lackierung war Opalgrün-metallic. Bei der sportlicheren Edition S waren Front- und Heckspoiler von BBS angebaut und auch BBS-Kreuzspeichenräder aus Leichtmetall, Recaro-Sportsitze, ein Fünfganggetriebe und ein Sportlenkrad. Verfügbare Lackierungen waren Graphit-grau und Ascotgrau, in einigen Auslandsmärkten auch die Zweifarblackierung Graphitgrau/Ascotgrau.

## BMW 320 Gruppe 5

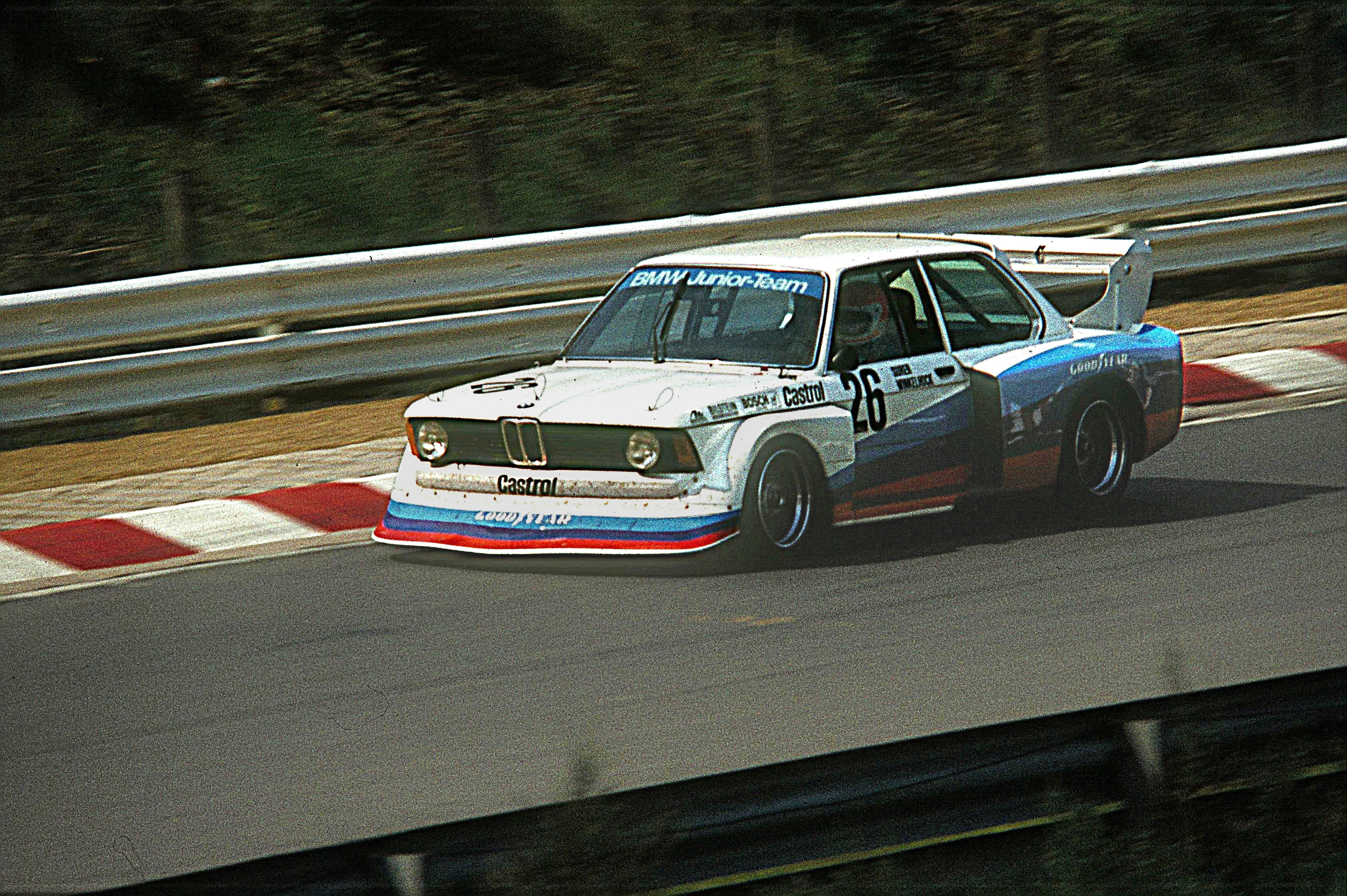
BMW 320 Gruppe 5 beim 1000-km-Rennen auf dem Nürburgring 1977, gefahren von Marc Surer

Auf der Basis des 320 entwickelte die BMW Motorsport GmbH einen „Spezial-Produktionswagen“ der Gruppe 5, den unter anderem das 1977 von Jochen Neerpasch gegründete BMW-Junior-Team mit den Fahrern Marc Surer, Manfred Winkelhock und Eddie Cheever einsetzte. Neerpasch war seit 1972 Geschäftsführer der BMW Motorsport GmbH und wollte ein Nachwuchsprogramm schaffen, um junge Talente zu entdecken und zu fördern.
Das Reglement der Gruppe 5 sah ab 1977 Fahrzeuge vor, für die keine Mindeststückzahl vorgesehen war, die aber von Wagen der Gruppen 1 und 4 (Mindeststückzahl 400 in 24 aufeinanderfolgenden Monaten) abgeleitet sein mussten. Hubraum, Zylinderkopf und Schmierung des Motors waren freigestellt, nur der Motorblock eines homologierten Modells musste beibehalten werden. Radaufhängungen des homologierten Modells durften beliebig verändert werden; Bremsen, Lenkung, Material der Karosserie und aerodynamische Hilfsmittel waren freigestellt. Letztere durften allerdings den Umriss des Fahrzeugs von vorn gesehen nicht überragen.
Der 320 als Gruppe-5-Fahrzeug hat einen wassergekühlten Vierzylinder-Reihenmotor mit zwei obenliegenden Nockenwellen und vier Ventilen pro Zylinder, Trockensumpfschmierung und Kugelfischer-Einspritzung. Der Hubraum beträgt 1999 cm³ (Bohrung 89,2 mm, Hub 80 mm); Leistung 220 kW (300 PS) bei 9250/min, maximales Drehmoment 23,0 mkp (226 Nm) bei 6500/min. Die Kraft wird über ein Fünfganggetriebe (Getrag, Typ 245) und eine Kardanwelle an eine Hinterachse mit Sperrdifferenzial (100%-Sperre) übertragen. Die Vorderräder sind an Querlenkern, die Hinterräder an Schräglenkern aufgehängt, jeweils mit Querstabilisator, Schraubenfedern und Bilstein-Stoßdämpfern. Die Bremsanlage hat innenbelüftete Scheiben; die Reifengröße vorn beträgt 10.0/23.5–16, hinten 12.5/25.0–16. Um die Räder an den Boxen schnell wechseln zu können, hat das Auto fest installierte hydraulische Wagenheber.
Der Wagen ist 4770 mm lang, 2000 mm breit und 1260 mm hoch; Radstand 2563 mm. Das Leergewicht beträgt je nach Quelle 760 oder 790 kg. Mit längster Übersetzung erreicht der 320 Gruppe 5 eine Höchstgeschwindigkeit von 250 km/h. Als Bausatz kostete er 90.000 DM.

## Preise

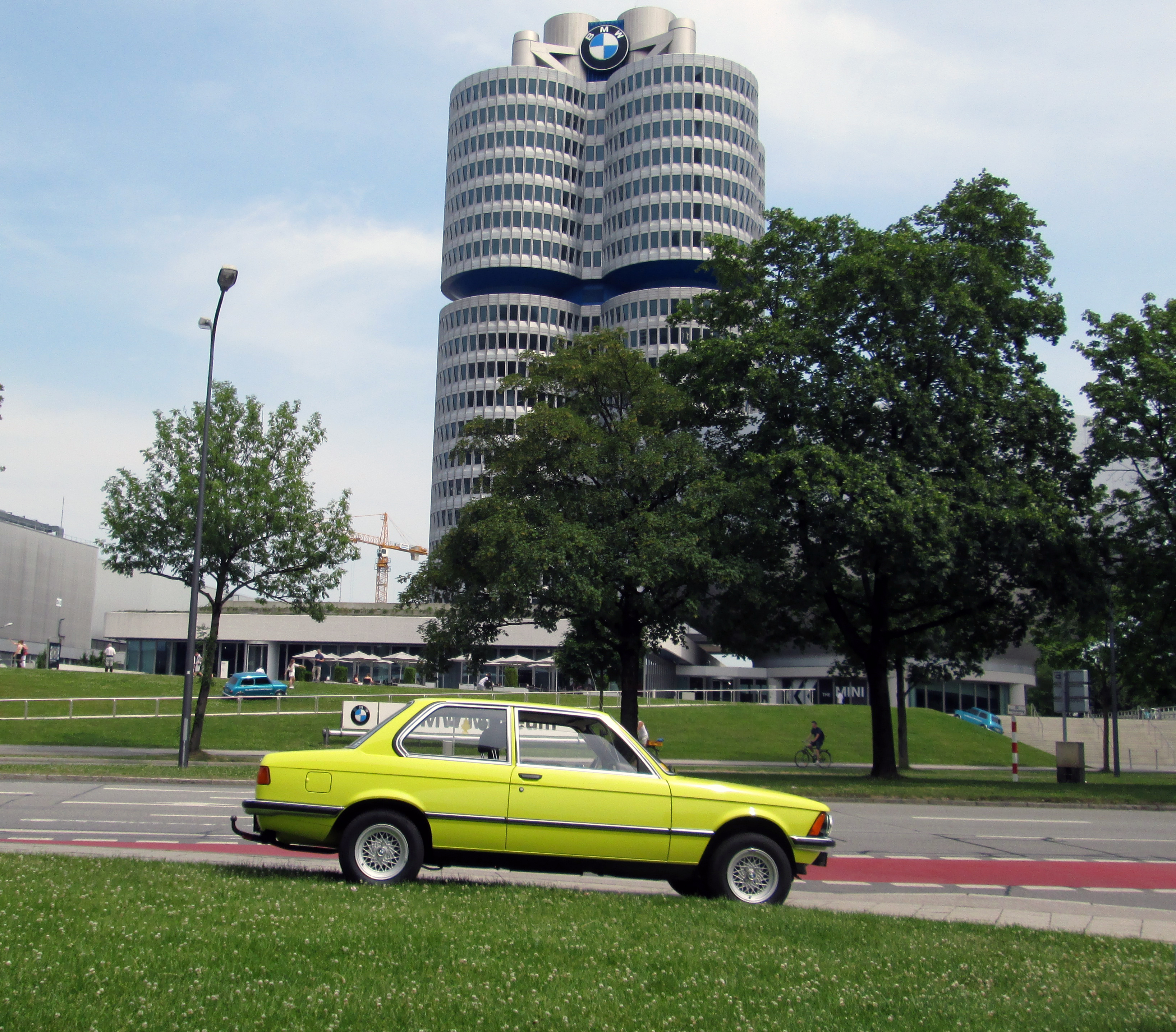
BMW E21 in Farbton Golf

Eine Übersicht der Basispreise der im August 1975 erhältlichen Modelle:
- 316 – 13.600 DM (entspricht heute inflationsbereinigt 21.800 €)
- 318 – 14.420 DM (entspricht heute inflationsbereinigt 23.100 €)
- 320 – 15.330 DM (entspricht heute inflationsbereinigt 24.500 €)
- 320i – 17.400 DM (entspricht heute inflationsbereinigt 27.800 €)

## Produktionszahlen E21
| Produktionszahlen | Jahr | 1975   | 1976    | 1977    | 1978    | 1979    | 1980    | 1981    | 1982    | 1983   | Summe     |
| ----------------- | ---- | ------ | ------- | ------- | ------- | ------- | ------- | ------- | ------- | ------ | --------- |
| 315               |      | 0      | 0       | 0       | 0       | 0       | 0       |         |         | 33.757 | 107.838   |
| 316               |      |        |         |         |         |         |         |         |         | 0      | 341.354   |
| 318               |      |        |         |         |         |         |         | 0       | 0       | 0      | 93.209    |
| 318i              |      | 0      | 0       | 0       | 0       | 0       |         |         |         | 0      | 192.564   |
| 320 (4 Zyl.)      |      |        |         |         |         |         | 0       | 0       | 0       | 0      | 119.623   |
| 320 (6 Zyl.)      |      | 0      | 0       |         |         |         |         |         |         | 0      | 270.445   |
| 320i              |      |        |         |         | 0       | 0       | 0       | 0       | 0       | 0      | 98.899    |
| 323i              |      | 0      | 0       | 0       |         |         |         |         |         | 0      | 137.107   |
| Summe E21         |      | 43.349 | 130.821 | 166.758 | 183.377 | 188.809 | 206.326 | 228.832 | 182.010 | 33.757 | 1.364.039 |